# Paurophleps minuta
Paurophleps minuta är en fjärilsart som beskrevs av George Francis Hampson 1900. Paurophleps minuta ingår i släktet Paurophleps och familjen björnspinnare. Inga underarter finns listade i Catalogue of Life.